# مونوليث سوفت
مونوليث سوفت المتحدة (بالإنجليزية: Monolith Soft, Incorporated)‏ هي شركة يابانية ترفيهية، متخصصة في صناعة ألعاب الفيديو لأجهزة الهاتف المحمول، بلايستايشن 2، وي، نينتندو دي إس، نينتندو جيم كيوب تم تأسيسها في عام 1999 في اليابان.ثم بعد ذلك قامت شركة نامكو بالاستثمار في هذه الشركة.
وفي عام 2007 قامت مجموعة نامكو بانداي الجديدة بيبيع قسم كبير من حصتها في شركة مونوليث سوفت بنسبة 80% من أصل 96% إل شركة نينتندو. حينها أصبحت مونوليث سوفت فرع من نينتندو.
عدد من موظفي الشركة كانوا المبرمجين والمصممين الأساسيين للعبة زينوجيرز (Xenogears) والتي ألهمتهم لاحقاً بصناعة سلسلة ألعاب زينوساجا (Xenosaga). ومن أبرز أعمالهم الأخرى لعبتا باتن كايتوس (Baten Kaitos) على جهاز جيم كيوب.

## أشهر الألعاب
- على جهاز بلايستايشن 2
  - سلسلة ألعاب زينوساغا
  - سلسلة ألعاب نامكو إكس كابكوم
- على جهاز نينتندو جيم كيوب
  - سلسلة ألعاب باتين كايتوس
- على جهاز نينتندو دي إس
  - سلسلة ألعاب دراغون بول
  - سلسلة ألعاب زينوساغا
- على جهاز وي
  - سلسلة ألعاب مونادو

## وصلات خارجية
- مونوليث سوفت على موقع IMDb (الإنجليزية)
- مونوليث سوفت على موقع ميوزك برينز (الإنجليزية)
- موقع شركة مونوليث سوفت (ياباني)